# Adolf Kirchhoff
Johann Wilhelm Adolf Kirchhoff (født 6. januar 1826 i Berlin, død 27. februar 1908 sammesteds) var en tysk klassisk filolog og arkæolog.
Kirchhoff studerede under Boeckh og Lachmann, var lærer ved det Joachimsthalske Gymnasium indtil 1865, da han blev professor ved universitetet i Berlin. Kirchhoffs filologiske hovedværk er Die homerische Odyssee (Berlin 1879), egentlig en sammensmeltning af 2 skrifter: Die homerische Odyssee und ihre Entstehung (1859) og Die Composition der Odyssee (1869), hvormed han har gjort epoke i det homeriske spørgsmåls behandling ved at hævde, at Odysseen er fremgået af successive omarbejdelser og sammensmeltninger af ældre mindre digte. Hertil slutter sig Hesiodos' Mahnlider an Perses (Berlin 1889). Grundlæggende er også hans kritiske udgave af Euripides (2 bind, Berlin 1855). Endelig har han udgivet Æschylus (Berlin 1881) og Plotin (Leipzig, 2 bind 1854). Som arkæolog har Kirchhoff særlig fortjeneste af indskriftsstudiet. Sammen med Aufrecht udgav han Die umbrischen Sprachdenkmäler (2 bind, Berlin 1845—51); han bragte Corpus inscriptionum Græcarum til en foreløbig afslutning ved at udgive 4. binds 2. del (Berlin 1850); han ledede udgivelsen af Corpus inscriptionum Atticarum og har selv besørget 1. bind (Berlin 1873). En vigtig håndbog er hans Studien zur Geschichte des griechischen Alphabets (Berlin 1863, 4. udgave 1887). Anders Bjørn Drachmann skriver i Salmonsens: "K.'s Særkende er den ædruelige Forskning, der holder sig til det faktiske og skyer usikre Formodninger; hans Form er klar og saglig, knap og noget tør."